# Contea di Songming
La contea di Songming (嵩明县S, Sōngmíng XiànP) è una contea della Cina, situata nella provincia di Yunnan e amministrata dalla prefettura di Kunming.